# Kadiš
Kadiš je priimek v Sloveniji, ki ga je po podatkih Statističnega urada Republike Slovenije na dan 1. januarja 2010 uporabljalo 112 oseb.

## Znani nosilci priimka
- Janez Kadiš (1927—1964), lutkar